# Neu Kaliß
Neu Kaliß là một đô thị ở huyện of Ludwigslust, bang Mecklenburg-Vorpommern, Đức. Đô thị này có diện tích 34,05 km², dân số thời điểm 31 tháng 12 là 2066 người.